# Florence Benoît-Rohmer
Florence Benoît-Rohmer (* 20. September 1952 in Straßburg) ist eine französische Professorin für Öffentliches Recht an der Universität Straßburg. 

## Leben
Benoît-Rohmer hat 1976 einen Master-Abschluss im öffentlichen Recht und 1978 einen weiteren im Gemeinschaftsrecht erworben. 1984 promovierte sie in Rechtswissenschaften an der Université Robert Schuman (URS) in Straßburg. Von 2000 bis 2003 war sie Dekanin der Juristischen Fakultät und von 2003 bis 2008 Präsidentin der Université Robert Schuman (URS).
Sie ist Direktorin des Master-Programms im Bereich der Menschenrechte an der Universität Straßburg. Sie war Vizepräsidentin der European Inter-University Centre for Human Rights and Democratisation (EIUC) von 2002 bis 2008 und als Französin nationale Direktorin. Von 2009 bis 2016 war sie Generalsekretärin des EIUC. Dem Europäischen Masterprogramm für Menschenrechte und Demokratisierung (EMA) dient sie seit seiner Gründung im Jahr 1997.
Benoît-Rohmer hat als Menschenrechts-Expertin für den Europarat und die EU gehandelt, war Mitglied des Europäischen Netzwerks unabhängiger Experten für Grundrechte von der Europäischen Kommission und ist derzeit Präsidentin des Wissenschaftlichen Ausschusses der Agentur der Europäischen Union für Grundrechte. Sie ist auch Mitglied der wissenschaftlichen Ausschüsse mehrerer internationaler Fachzeitschriften im Bereich der Menschenrechte, insbesondere der Rechte von Minderheiten.
Benoît-Rohmers Forschungsinteressen reichen u. a. von der Studie der Europäischen Charta der Grundrechte und der Europäischen Konvention zum Schutze der Menschenrechte bis zu den Rechten der nationalen Minderheiten.

## Veröffentlichungen (Auswahl)
Florence Benoit-Rohmer schrieb Hunderte von Artikeln, hauptsächlich über Themen des europäischen Rechts, der Menschenrechte und öffentlichen Freiheit. Sie hat Bücher über Verfassungsrecht, Menschenrechte und das Recht des Europarats veröffentlicht.
- Florence Benoit-Rohmer: Das Recht des Europarats. Auf dem Weg zu einem pan-europäischen Rechtssystem. Lit Verlag, Berlin 2006, ISBN 3-8258-9912-8.
- Wolfgang Benedek, Florence Benoît-Rohmer, Wolfram Karl, Manfred Nowak: European Yearbook on Human Rights 2012. Neuer Wissenschaftlicher Verlag, Wien 2012, ISBN 978-3-7083-0844-9.
- Florence Benoit-Rohmer: Les minorités: Quels droits? Conseil de l'Europe, Strasbourg 1999, ISBN 92-871-4029-4.
- Emmanuelle Bribosia, Ludovic Hennebel, Florence Benoît-Rohmer und Thomas Berns: Classer les droits de l'homme. Emile Bruylant, Bruxelles 2004, ISBN 2-8027-1819-3.
- Florence Benoit-Rohmer, Constance Grewe: Les droits sociaux ou la démolition de quelques poncifs, Presses Universitaires de Strasbourg, Sammlung der Robert-Schuman-Universität, Institut de recherches Carré de Malberg, 2003, ISBN 978-2-8682-0247-5.
- Florence Benoit-Rohmer: La question minoritaire en Europe: vers un système cohérent de protection des minorités nationales, 1998,  ISBN 978-92-871-2931-4.

## Preise und Auszeichnungen
- 2009: Ehrendoktorwürde der Universität Bitola (Sofia, Bulgarien)[6]
- 2007: Ehrendoktorwürde der Universität Dimitri Cantens (Bukarest, Rumänien)[7]
- 2005: Ritter der Ehrenlegion[8]
- 2009: Offizier des Verdienstordens Ordre national du mérite[9]
- Offizier des Verdienstordens Ordre des Palmes Académiques